# Moto Müller
La Moto Müller è stata una Casa motociclistica italiana, attiva a Bologna dal 1950 al 1956 e a Robecco d'Oglio dal 1968 al 1979.

## Storia
L'azienda venne fondata da Bruno Müller, tecnico e pilota triestino di origini austriache che, grazie alla parentela con il campione Hermann Paul Müller, riuscì a ottenere la fornitura di propulsori motociclistici NSU, da applicare a telai costruiti nella sua officina bolognese.
La prima moto prodotta fu la "98" con motore a quattro tempi, cui seguirono
altri modelli di varie cilindrate, con motori NSU, Sachs, Villiers e Alpino, in allestimenti sportivi e da strada.
Nel settore delle competizioni motociclistiche, le Moto Müller partecipano alla Milano-Taranto del 1953 e al Motogiro del 1954. Lo stesso Müller, in qualità di costruttore-pilota, conquista il Campionato italiano di regolarità del 1953.
La produzione Moto Müller è di carattere artigianale in piccola serie e la crisi che colpisce il
mercato motociclistico nella seconda metà degli anni cinquanta mette subito in grave difficoltà la piccola azienda bolognese.
Bruno Müller sospende l'attività di costruttore e accetta l'offerta della torinese Viberti di occuparsi delle fasi di progettazione e sviluppo del ciclomotore Vi-Vi. Trovandosi nel capoluogo piemontese, collabora anche con la concessionaria Moto Guzzi Gamba & Dolza, per la quale progetta e realizza il telaio della loro celebre special "500 Cross". Resterà legato alla Vi-Vi anche dopo la sua cessione e il trasferimento produttivo a Pontevico, nel 1963. In quel periodo, Müller segue la nascita e sperimenta varie soluzioni telaistiche per il neonato settore dei ciclomotori da fuoristrada, destinato a svilupparsi enormemente negli anni successivi.
Nel 1968 decide di riprendere l'attività costruttiva per produrre ciclomotori da cross, inizialmente impiantando l'officina a Monaco di Baviera, per poi definitivamente trasferirsi a Robecco d'Oglio, pochi mesi dopo.
Müller mantiene un tipo di produzione artigianale, caratterizzata da alta qualità costruttiva, che comprendeva moto da fuoristrada in allestimento "Regolarità" o "Competizione" dotate di motori Zündapp nelle cilindrate 50, 100 e 125 cm³, con identico telaio e carrozzeria. Anche la ciclistica era identica, a parte piccoli particolari. Nel 1970 il listino Müller contemplava i modelli "Regolarità 125" al prezzo di L. 440.000 f.f., "Regolarità 100" al prezzo di L. 430.000 f.f. e "Regolarità 50" al prezzo di L. 340.000. A titolo di raffronto è opportuno precisare che all'epoca il già prestigioso ciclomotore da cross Fantic Motor Caballero 50, costava meno della metà. Nonostante i prezzi decisamente elevati le moto da competizione e semi-professionali Müller incontrarono un grande successo, mettendosi in diretta competizione con le concorrenti Ancillotti, Gori e Mazzilli. In seguito, il modello "Regolarità 50" venne anche prodotto in versione relativamente economica, dotato di motore Franco Morini.
Intorno alla metà degli anni settanta, la produzione dei ciclomotori diviene meno specialistica e le energie progettuali si concentrano su moto da 125 cm³, sempre da fuoristrada, senza però ottenere identico successo.
Molte le motorizzazioni impiegate dalla Moto Müller, inizialmente fornite da Zündapp e Franco Morini e, in seguito, da Minarelli, Hiro, Sachs, Montesa e Bultaco.
L'attività costruttiva motociclistica viene chiusa nel 1979, quando la moda dei ciclomotori da cross è ormai tramontata in favore dei tuboni e gli interessi di Bruno Müller si rivolgono alla progettazione e costruzione di deltaplani e velivoli ultraleggeri,  le ultime ricerche del tecnico vertevano su velivoli a propulsione umana e ad ala battente.